# 화석정
화석정(花石亭)은 대한민국 경기도 파주시 파평면 율곡리에 있는 조선시대 양식의 건축물이다. 팔작지붕 겹처마에 초익공(初翼工) 형태를 지니고 있다. 임진강이 내려다보이는 곳에 있으며, 이이가 제자들과 학문을 논하는 등 여생을 보냈다고 한다. 율곡리는 이이의 고향이며, 당시에는 서원도 있었으나 지금은 화석정만 남아 있다. 화석정의 현판 글씨는 박정희의 친필이다. 건물 안쪽 뒷면에는 이이가 여덟 살 때 지었다는 팔세부시(八歲賦詩)가 걸려 있다. 강기슭 쪽에는 철책선이 처져 있다. 1974년 9월 26일 경기도의 유형문화재 제61호로 지정되었다.

## 개요
율곡리 임진강가 벼랑 위에 자리 잡은 조선시대 양식의 정자로 정면 3칸, 측면 2칸의 팔작지붕 겹처마의 초익공(初翼工) 형태이다. 정자에 서면 바로 밑을 흐르는 임진강을 굽어볼 수 있고, 난간에 기대어 보면 서울의 삼각산과 개성의 오관산이 아득하게 보인다.
세종 25년(1443) 율곡 이이(李珥)의 5대 조부인 강평공(康平公) 이명신(李明晨)이 세운 것을 성종 9년(1478) 율곡의 증조부 이의석(李宜碩)이 보수하고 몽암(夢庵) 이숙함이 화석정이라 이름을 지었다고 한다. 정자에 대한 기록에 의하면 당나라 때 재상 이덕유(李德裕)의 별장인 평천장(平泉莊:경치가 매우 아름다웠다고 함)의 기문(記文) 중에 보이는 ‘花石’을 따서 정자 이름으로 삼았다고 한다. 그 후 이이(李珥)가 다시 중수하여 여가가 날 때마다 이곳을 찾았고 관직을 물러 난 후에는 이곳에서 제자들과 시와 학문을 논하며 여생을 보냈다고 한다. 당시 그의 학문에 반한 중국의 칙사(勅使) 황홍헌(黃洪憲)이 이곳을 찾아와 시를 읊고 자연을 즐겼다는 이야기도 전해 온다. 또한 왜구의 침공에 대비 해 10만양병설을 주장한 이이의 상소를 받아들이지 않은 선조가 임진왜란 때 의주로 피난 가던 중 한밤중에 강을 건널 때 이 정자를 태워 불을 밝혔다는 이야기로도 유명하다.
그 후 80여년간 빈터만 남아 있다가 현종 14년(1673)에 이이의 증손인 이후지(李厚址)·이후방(李厚坊)이 복원하였으나 1950년 6·25전쟁 때 다시 소실되었다. 현재의 정자는 1966년 경기도 파주시 유림들이 다시 복원하고 1973년 정부가 실시한 율곡 선생 및 신사임당 유적 정화사업의 일환으로 단청되고 주위도 정화되었다. 건물의 정면에는 박정희 전 대통령이 쓴 “花石亭” 현판이 걸려 있고 내부에는 이이가 8세 때 화석정에서 지었다는 『팔세부시(八歲賦詩)』가 걸려 있다.
林亭秋已晩 / 騷客意無窮

숲에는 가을이 저물어 가매  /  시인의 시정은 그지없어라. 

遠水連天碧 / 霜楓向日紅

물빛은 하늘에 닿아 푸르고  /  단풍은 햇빛 따라 불타올라라. 

山吐孤輪月 / 江含萬里風

산에는 둥근 달이 솟아오르고  /  강에는 끝없는 바람 어려라. 

塞鴻何處去 / 聲斷暮雲中

기러기는 어디로 가는 것인가  /  저무는 구름 새로 소리 끊겨라.

## 이력
- 1443년(세종 25년) 고려말 대유학자인 야은 길재(冶隱 吉再)의 유지(遺趾)에 이이의 5대 조부인 강평공(康平公) 이명신(李明晨)이 정자를 건립.
- 1478년(성종 9년) 이이의 증조부 홍산공(鴻山公) 이의석(李宜碩)이 중수. 몽암(夢菴) 이숙함(李叔咸)이 화석정이란 이름을 붙임.
- 1592년 임진왜란 때 불타 없어져 80여 년 동안 터만 남은 상태로 방치.
- 1673년(현종 14년) 이이의 증손 이후지(李厚址), 이후방(李厚坊)이 다시 세움.
- 1950년 한국 전쟁 때 또다시 불타 없어짐.
- 1966년 파주의 유림들이 성금을 모아 다시 복원.
- 1973년 정부의 율곡 선생 및 신사임당 유적 정화사업으로 건물을 다시 색칠하고 주위를 정리함.

## 참고 문헌
- 화석정 - 국가유산청 국가유산포털
- 유연태. 《서울근교여행》. 2005년 5월 20일(초판발행일자) 초판. 서울: 넥서스BOOKS. 117쪽.